# غويلرمو بيريرا
غويلرمو بيريرا (بالإسبانية: Guillermo Pereira) هو رياضي ولاعب كرة قدم أرجنتيني، ولد في 16 يناير 1994 في بيريغامنيو في الأرجنتين. لعب مع إنديبندينتي.

## وصلات خارجية
- غويلرمو بيريرا على موقع قاعدة بيانات كرة القدم.إي يو (الإنجليزية)
- غويلرمو بيريرا على موقع Soccerway.com (الإنجليزية)